# Carnival Celebration
Die Carnival Celebration ist ein 2022 in Dienst gestelltes Kreuzfahrtschiff und das Flaggschiff der US-amerikanischen Carnival Cruise Line. Sie gehört der XL-Klasse an.

## Geschichte

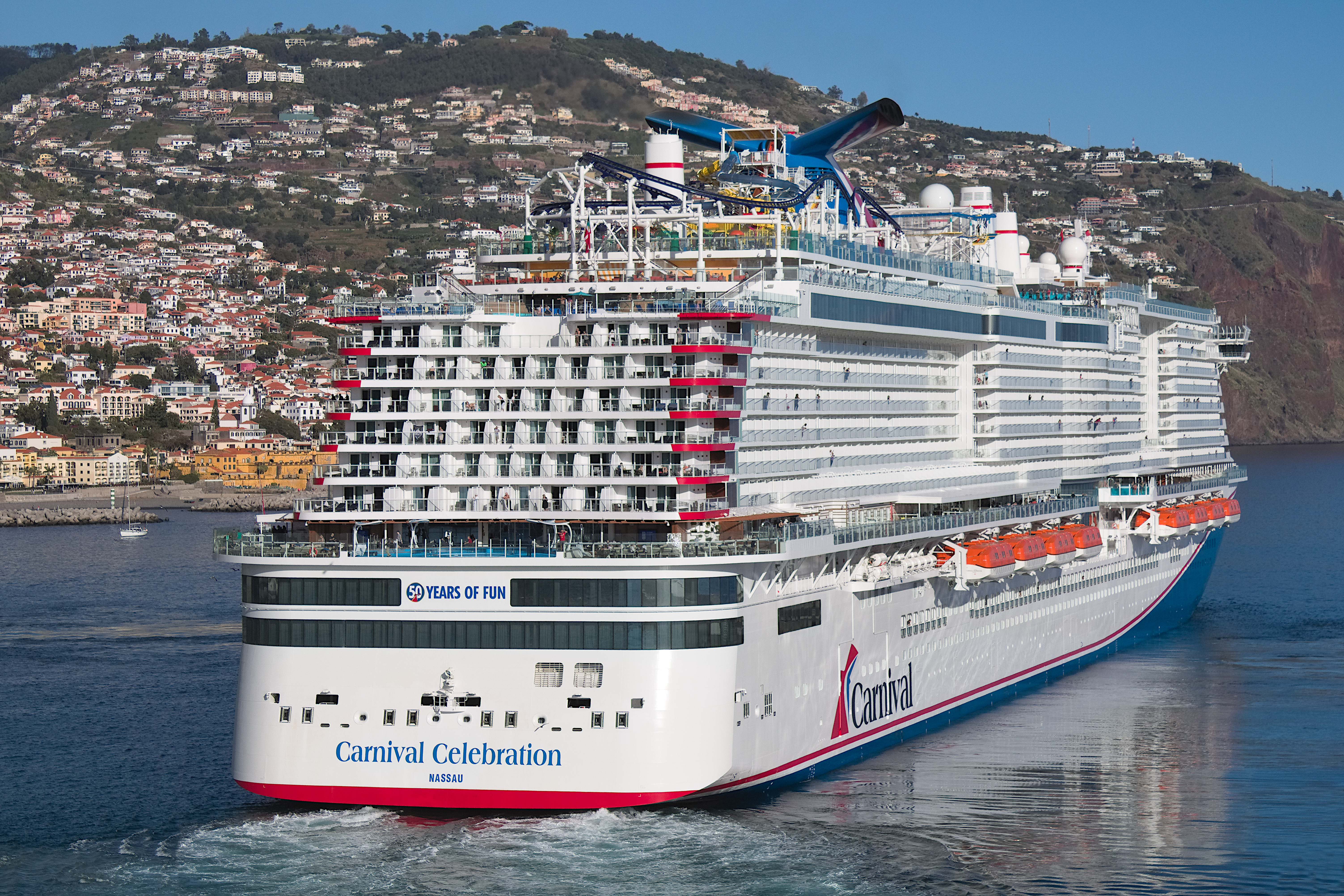
Heckansicht des Schiffes

Die Carnival Celebration wurde am 6. September 2016 in Auftrag gegeben. Der Bau des Schiffes begann am 13. Januar 2021 bei Meyer Turku in Finnland. Der Name des Schiffes ist an die von 1987 bis 2008 für Carnival im Einsatz stehende Celebration angelehnt, die 2021 abgewrackt wurde.
Der Stapellauf erfolgte am 11. Februar 2022. Nach der Übergabe der Carnival Celebration an die Carnival Cruise Line am 2. November 2022 nahm sie am 6. November den Kreuzfahrtdienst mit einer Transatlantikreise von Southampton nach Miami auf, von wo aus sie seitdem für sechs- bis achttägige Reisen in die Karibik eingesetzt wird. Die Schiffstaufe erfolgte am 20. November in Miami durch die Schauspielerin Cassidy Gifford, deren Mutter Kathie Lee Gifford bereits die Taufpatin der alten Celebration war. Das direkte Schwesterschiff der Carnival Celebration ist die bereits 2021 in Dienst gestellte Mardi Gras, die jedoch eine niedrigere Tonnage hat und somit von der Carnival Celebration als größte Einheit und Flaggschiff der Reederei abgelöst wurde.

## Ausstattung
Neben den üblichen Räumlichkeiten an Bord eines Kreuzfahrtschiffes wie mehrere Restaurants, Lounges, Bars und einem Theater ist das auffälligste Merkmal der Carnival Celebration die als Ultimate Playground bezeichneten Anlagen an Deck des Schiffes. Zu ihnen gehört die von der Maurer SE entworfene Achterbahn Bolt, die sich auf die Decks 18 bis 20 erstreckt. Neben der Achterbahn befindet sich an Deck zudem ein großer Wasserpark und ein Sportcenter.
In der Golden Jubilee Bar and Lounge, die dem fünfzigjährigen Jubiläum der Carnival Cruise Line 2022 gewidmet ist, sind Erinnerungsstücke früherer Carnival-Schiffe zu sehen.
Die Carnival Celebration kann mit Flüssigerdgas betrieben werden.